# Peter Croes
Peter Croes (Bonheiden, 16 maart 1984) is een Belgisch triatleet.

## Levensloop
Croes is gespecialiseerd op de kwarttriatlon. Hij werd tweemaal Europees kampioen bij de junioren, in 2002 en 2003.
Samen met Axel Zeebroek geselecteerd voor de Olympische Zomerspelen van 2008. Vóór de start van de Spelen was hij volgens de International Triathlon Union 52e op de ranglijst van Olympische kwalificaties. In de Olympische wedstrijd op 18 augustus 2008 eindigde hij als 27e op 2 minuten 47 seconden van de winnaar.

## Titels
- Europees jeugdkampioen triatlon - 2002, 2003

## Palmares

### triatlon
- 2001:  EK junioren in Karlovy Vary
- 2002:  EK junioren in Győr
- 2003:  EK junioren in Karlovy Vary
- 2003: 5e WK junioren in Queenstown (Nieuw-Zeeland)
- 2004: 5e ITU wereldbekerwedstrijd in Madrid.
- 2005: 17e WK olympische afstand in Gamagōri - 1:51.16
- 2006:  Europabekerwedstrijd in San Remo
- 2006: 6e ITU wereldbekerwedstrijd in Corner Brook
- 2006: 19e EK olympische afstand in Autun - 2:00.52
- 2006: 63e WK olympische afstand in Lausanne - 2:02.02
- 2007: 31e EK olympische afstand in Kopenhagen - 1:54.41
- 2008: 5e ITU wereldbekerwedstrijd in New Plymouth
- 2008: 16e EK olympische afstand in Lissabon - 1:55.45
- 2008: 27e Olympische Spelen van Beijing - 1:51.40,94
- 2009: 12e EK olympische afstand in Holten - 1:45.35
- 2009: 27e ITU wereldbekerwedstrijd in Tongyeong - 1:52.14
- 2009: 19e ITU wereldbekerwedstrijd in Madrid - 1:54.44
- 2009: 20e ITU wereldbekerwedstrijd in Washington D.C. - 1:52.27
- 2009: 21e ITU wereldbekerwedstrijd in Kitzbühel - 1:45.31
- 2009: 32e ITU wereldbekerwedstrijd in Londen - 1:44.16
- 2009: 44e ITU wereldbekerwedstrijd in Gold Coast - 1:48.51
- 2010: 14e WK sprintafstand in Lausanne - 53.59
- 2011: 41e WK sprintafstand in Lausanne - 54.48
- 2012: 36e WK sprintafstand in Stockholm - 56.49

### duatlon
- 2003:  WK junioren in Affoltern
- 2004: 4e WK < 23 jr in Geel

## Ploegen
Belgische gemengd estafetteteam triatlon